# Angela Voigt
Angela Voigt, Schmalfeld (Weferlingen, 1951. május 18. – Magdeburg, 2013. április 11.) olimpiai bajnok keletnémet atléta, távolugró.

## Pályafutása
Voigt kezdetben ötpróbázott. Ebben a versenyszámban is sikeresen indult a karrierje, azonban egy sérülés miatt már csak a távolugrást folytathatta. 1974-ben negyedikként zárt az Európa-bajnokságon, két év múlva pedig már új világrekordot ugrott. 1976 májusában 6,92 métert ugrott, amivel Heide Rosendahl közel hat éve fennálló csúcsát döntötte meg. Voigt rekordja azonban csak két hónapig élt; Siegrun Siegl hét centiméterrel teljesített jobbat az év júliusában.
Pályafutása alatt egyetlen olimpián, a montréali játékokon vett részt. Nagy esélyesként, a második legjobb eredménnyel jutott be a szám döntőjébe, ahol hat centiméterrel ugrott nagyobbat, mint a végül ezüstérmes amerikai Kathy McMillan.
Az 1978-as prágai Európa-bajnokságon ezüstérmesként zárt. Ez volt az utolsó jelentősebb nemzetközi sikere az 1982-es visszavonulása előtt.

## Egyéni legjobbjai
- Távolugrás - 6,92 méter (1976)